# Omanska kultura
Kultura Omana opisuje kulturne vidike ljudi, ki živijo v Omanu, ki je prepojen z religijo islama. Oman ima svojo edinstveno podsekto islama, znano kot ibadizem, vendar se izvajajo tudi druge smeri islama, kot sta sunitizem in šiitizem. Islamski mesec posta, ramazan in drugi islamski prazniki so zelo pomembni dogodki v omanski kulturi.

## Oblačila
Za moške je narodna obleka do gležnjev dolga obleka brez ovratnika z dolgimi rokavi, imenovana dišdaša (دشداشة, prečrkovano dišdāša). Večinoma so oblačila bela, čeprav se včasih nosi nekaj drugih barv, kot so rjava, lila in črna. Moški lahko nosijo veliko dodatkov, na primer muzzar (vrsta turbana), assa (palica, ki se uporablja predvsem za formalne priložnosti) in handžar. Handžar je ceremonialno ukrivljeno bodalo, ki se nosi ob uradnih priložnostih in je pogosto opisano kot »pomemben simbol moške elegance«.
Narodna obleka za omanske ženske vključuje obleko, ki se nosi čez hlače (sirval) in pokrivalo (lihaf). Običajno so uporabljeni materiali zelo pisanih, živahnih barv. Tradicionalno so Omanke nosile neke vrste lesene čevlje, danes pa večina raje nosi sandale. Kroj oblačil se po regijah razlikuje, prav tako barve, vezenine in materiali. Ženske svojo opravo dopolnijo z zlatim nakitom in ličenjem, pri čemer se odločijo za predmete blagovnih znamk ali tradicionalno izdelane izdelke. V javnosti večina žensk v mestih nosi abajo, skromno črno obleko ali ogrinjalo, ki se nosi čez oblačila, in hidžab, tipično muslimansko pokrivalo za lase.

## Omanska glasba
Na glasbo Omana je močno vplivala obalna lega države, saj so omanski mornarji komunicirali z Egiptom, Tanzanijo in drugod ter prinašali glasbo od njih. V zadnjem obdobju je portugalska okupacija pustila svoje sledi, medtem ko so imele velik vpliv tudi geografske sosede, kot so Združeni arabski emirati, Jemen, Savdska Arabija in Iran. V nasprotju z drugimi arabskimi državami ima omanska tradicionalna glasba močan poudarek na ritmu.
Tradicionalna glasba zaznamuje vsa obdobja v življenju Omana, vključno z rojstvom, obrezovanjem, poroko in smrtjo. V nasprotju z mnogimi arabskimi državami vsi Omanci sodelujejo pri glasbi, moški in ženske, mladi in stari.
Liva (arabsko ليوه / ALA-LC lajvah) in Fann at-Tanbura (arabsko فن الطنبورة) sta vrsti glasbe in plesa, ki se izvajata predvsem v skupnostih potomcev Bantujcev iz območja afriških Velikih jezer.
Omanski center za tradicionalno glasbo trdi, da lahko arabsko glasbo v Omanu zaznamujejo »tetrakordi s tipičnimi arabskimi intervali, vključno s tričetrtinskimi toni, vzetimi iz arabskih glasbenih lestvic; maqamat«.
Pomembni omanski glasbeniki so Salima Rašida Surija (ok. 1910–1912), »pojoči mornar«, pevec in igralec ouda iz 20. stoletja iz Sura, ki je kot pionir zvrsti, imenovane ṣawt iz severnega Perzijskega zaliva, združil zvrsti ṣawt in druge glasbene tradicije Indijskega oceana. Ṣawt al-Khaleej (Glas Zaliva).
Obstaja tudi zelo majhna underground metal scena s skupinami, kot sta Arabia in Belos, ki izhajata iz nje, prva pa se je preselila v Združeno kraljestvo.

### Kraljevi omanski simfonični orkester
Sultan Qabus je oboževal klasično glasbo, predvsem Mozarta, zato ne preseneča, da se je že leta 1985 odločil ustanoviti nacionalni simfonični orkester. Vendar ni le angažiral tujih glasbenih strokovnjakov, ampak se je odločil ustanoviti orkester, sestavljen iz Omancev – še vedno edinstven v arabskem svetu.
Prve predstave so potekale v sultanovem zasebnem krogu – rad jih je celo sam dirigiral – preden so se podale pred omansko javnost. V začetku novega tisočletja so sledili pojavi v Zalivskem območju. Leta 2007 je Kraljevi omanski simfonični orkester prvič nastopil pred kritičnimi in glasbeno razvajenimi privrženci klasične glasbe v Evropi na festivalu Young Euro Classic v okviru Evropskega glasbenega poletja v Berlinu.
Kraljevi filharmonični orkester Maskat (MRPO) je bil ustanovljen 1. marca 2010 po navodilu njegovega veličanstva, pokojnega sultana Qabusa Bin Saida in ustanovljen kot sestrski orkester Kraljevega omanskega simfoničnega orkestra. Orkester je sodeloval s številnimi gostujočimi dirigenti.

## Dhov
Ker je kultura v glavnem usmerjena k morju, je pomemben simbol v Omanu dhov. Te jadrnice so stoletja uporabljali vzdolž Arabskega polotoka, Indije in vzhodne [[Afrika|Afrike]g za namene trgovanja. Pravzaprav je bila najzgodnejša uporaba omanskega dhova v 8. stoletju, ko je prispela na Kitajsko. V današnji uporabi dhovi delujejo za namene trgovine, turizma in ribolova in jih je mogoče videti vzdolž celotne obale Omana.

## Kuhinja
Main article: Omani cuisine
Omanska kuhinja uporablja začimbe in marinade za dokončanje jedi, ki je običajno sestavljena iz piščanca, rib in jagnjetine. Za razliko od mnogih drugih azijskih narodov, omanska kuhinja ni začinjena in se razlikuje glede na regijo. Vsakodnevni obroki običajno vsebujejo sestavine, kot so riž, široka paleta juh, solata, kari in sveža zelenjava. Za sladico običajno postrežejo znano omansko sladko omansko halvo. To se običajno postreže pred zaužitjem kahve, priprave kave s kardamomom, ki je zelo priljubljena in ostaja simbol gostoljubja. Druge priljubljene pijače so čaj, laban (vrsta slanega pinjenca), jogurtove pijače in brezalkoholne pijače, kot je gorska rosa.
Za svečane priložnosti pripravljajo posebne jedi, predvsem za islamsko tradicijo. Ponudba jedi je zelo raznolika, nekatere jedi pa pripravljajo samo v času ramazana.
Jedi
- Harees je pšenica, pomešana z mesom ali piščancem, kuhana, dokler ne nastane gosta pasta, ki jo jemo s prsti ali žlico in postrežemo z gheejem.
- Qabuli je riž, pomešan s kameljim mesom ali piščancem, kuhan, dokler meso ali piščanec in riž nista primerna za uživanje, nato pa na koncu nekaj gheeja. Jedo z roko. Qabuli je omanska jed, ki izvira iz governorata Dofar.
- Kahva je omanska kava, pomešana s kardamomom v prahu, ki se pogosto uporablja kot simbol gostoljubja. Pogosto ga postrežejo z datlji in omansko halvo.
- Kebab je jed iz začinjenega in nasoljenega mesa (običajno piščanca ali govedine), pečenega na žaru ali postreženega z zelenjavno prilogo.
- Mašuai je jed, sestavljena iz cele na ražnju pečene ribe (Scomberomorus commerson), postrežene s prilogo limoninega riža.
- Mačboos je riževa jed, včasih začinjena z žafranom in kuhana v isti vodi, v kateri se je kuhal piščanec ali meso.
- Mukalab so srce, jetra, pljuča in vampi, kuhani z različnimi začimbami, vključno s cimetom, kardamomom, klinčki, črnim poprom, ingverjem, česnom in muškatnim oreščkom.
- Šuva je obrok, ki se uživa samo ob prazničnih priložnostih. Jed je sestavljena iz kosov kozjega, ovčjega, kravjega ali kameljega mesa, vloženih v pikantno datljevo pasto in pečenih v posebni pečici, ki je v zemlji izkopana jama. To je običajno skupna dejavnost celotne vasi. Meso začinijo z različnimi začimbami, zavijejo v vreče iz suhih listov, ki jih postavijo v pečico.
- Sakhana je gosta juha iz pšenice, datljev, melase in mleka, ki se običajno uživa med ramadanom.
- Albadhinadžan mae tavarik je torta iz jajčevcev, datljev in čebule.